# Deportes Recoleta
Il Club de Deportes Recoleta è una società calcistica cilena, con sede a Santiago del Cile. Milita nella Liga Chilena de Fútbol Segunda División, la terza serie del calcio cileno.

## Storia
Fondato nel 2014, non ha mai vinto trofei nazionali.

## Palmarès

### Competizioni nazionali
- Segunda División: 1

2021